# Luc d'Achéry
Luc d'Achéry, francoski benediktinec, zgodovinar in teolog, * 1609, Saint Quentin, † 29. april 1685, Saint-Germain-des-Prés, Pariz.
Njegovo najpomembnejše delo je Spicilegium, sive Collectio veterum aliquot scriptorum qui in Galliae bibliothecis, maxime Benedictinorum, latuerunt (1655-1677)